# Liste der Biografien/Colo
Liste der Biografien |
Portal Biografien |
Personensuche
# |
A |
B |
C |
D |
E |
F |
G |
H |
I |
J |
K |
L |
M |
N |
O |
P |
Q |
R |
S |
T |
U |
V |
W |
X |
Y |
Z |
?
 
Ca |
Cb |
Cc |
Ce |
Ch |
Ci |
Cj |
Ck |
Cl |
Cm |
Cn |
Co |
Cr |
Cs |
Ct |
Cu |
Cv |
Cw |
Cy |
Cz
 
Coa–Cod |
Coe–Cok |
Col |
Com |
Con |
Coo–Coq |
Cor |
Cos |
Cot |
Cou |
Cov |
Cow |
Cox |
Coy |
Coz
 
Cola |
Colb |
Colc |
Cold |
Cole |
Colf |
Colg |
Colh |
Coli |
Colk |
Coll |
Colm |
Coln |
Colo |
Colp |
Colq |
Colr |
Cols |
Colt |
Colu |
Colv |
Colw |
Coly |
Colz
Die Liste der Biografien führt alle Personen auf, die in der deutschsprachigen Wikipedia einen Artikel haben. Dieses ist eine Teilliste mit 224 Einträgen von Personen, deren Namen mit den Buchstaben „Colo“ beginnt.

## Colo
- Colo Colo, Cacique (Anführer) der Mapuche
- Colo, Nando de (* 1987), französischer Basketballspieler
- Colo, Octavio (* 1994), uruguayischer Fußballspieler
- Colò, Zeno (1920–1993), italienischer Skirennläufer

### Coloa
- Coloane, Francisco (1910–2002), chilenischer Autor

### Coloc
- Colocci, Marco (* 1988), Schweizer Fußballspieler
- Coloccini, Fabricio (* 1982), argentinischer Fußballspieler

### Colog
- Cologna, Abraham Vita de (1755–1832), italienischer Rabbiner
- Cologna, Dario (* 1986), Schweizer SkilangläuferDario Cologna (* 1986)

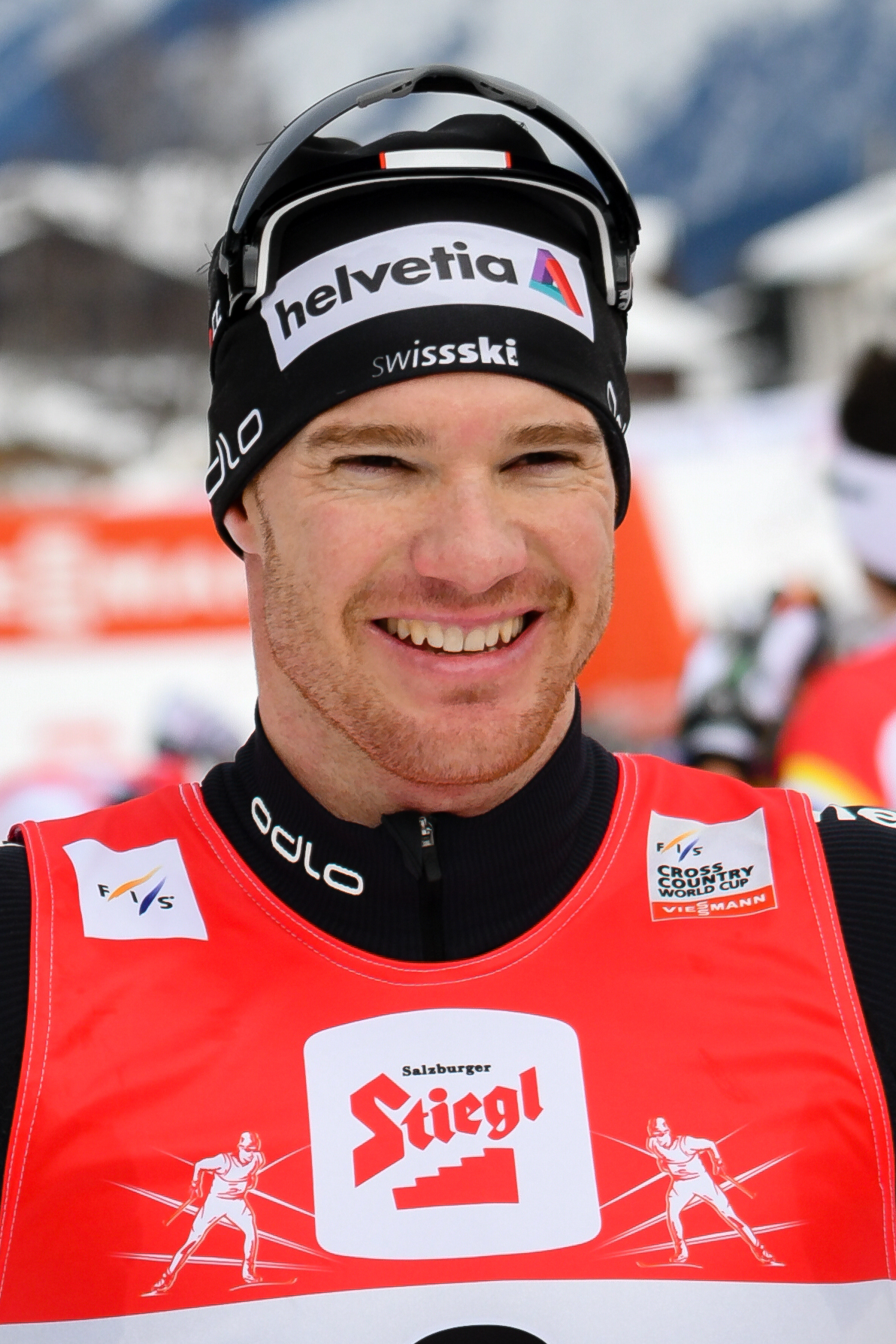
Dario Cologna (* 1986)

- Cologna, Gianluca (* 1990), Schweizer Skilangläufer

### Colom
- Colom Caballeros, Álvaro (1951–2023), guatemaltekischer Unternehmer und Politiker
- Colom i Rincón, Josep (* 1947), spanischer katalanischer klassischer Pianist
- Colom, Antonio (* 1978), spanischer Radrennfahrer
- Colom, Joan (1921–2017), spanischer Fotograf
- Colom, Teresa (* 1973), andorranische Lyrikerin
- Coloma de Saa, Carlos (1567–1637), panischer Militärkommandeur, Diplomat, Autor und Übersetzer
- Coloma Nicolás, Carlos (* 1981), spanischer Radrennfahrer
- Coloma, Luis (1851–1915), spanischer Schriftsteller
- Coloma, Marcus (* 1978), US-amerikanischer Schauspieler
- Coloma, Raúl (1928–2021), chilenischer Fußballspieler
- Coloma, Reinaldo (1930–1993), chilenischer Fußballspieler
- Colomb, Albert (1878–1941), französischer Autorennfahrer
- Colomb, Catherine (1892–1965), Schweizer Schriftstellerin
- Colomb, Denise (1902–2004), französische Fotografin
- Colomb, Enno von (1812–1886), preußischer Generalleutnant und Militärschriftsteller
- Colomb, Gebhard von (1815–1891), preußischer Generalleutnant
- Colomb, Georges (1856–1945), französischer Botaniker und Autor
- Colomb, Georges (* 1953), französischer Ordensgeistlicher, römisch-katholischer Bischof von La Rochelle
- Colomb, Johann Heinrich (1695–1759), hugenottischer Unternehmer
- Colomb, Jules (1816–1893), Schweizer Politiker
- Colomb, Ludwig von (1767–1831), preußischer Regierungspräsident in Bromberg
- Colomb, Marcel (* 1984), Schweizer Politiker und Musiker
- Colomb, Marie (* 1995), französische Schauspielerin
- Colomb, Peter (1719–1797), preußischer Finanzrat und Präsident der preußischen Kriegs- und Domänenkammer in Aurich
- Colomb, Peter von (1775–1854), preußischer General der Kavallerie
- Colomba, Giovanni Battista (1638–1693), Schweizer Architekt, Stuckateur und Maler
- Colomba, Luca Antonio (1674–1737), Schweizer Maler
- Colomba, Massimo (* 1977), Schweizer Fussballtorhüter
- Colombani, Don Jean (1903–1977), französischer Kolonialbeamter und Diplomat
- Colombani, Ignace (1908–1988), französischer Kolonialbeamter und Schriftsteller
- Colombani, Lætitia (* 1976), französische Schauspielerin und SchriftstellerinLætitia Colombani (* 1976)

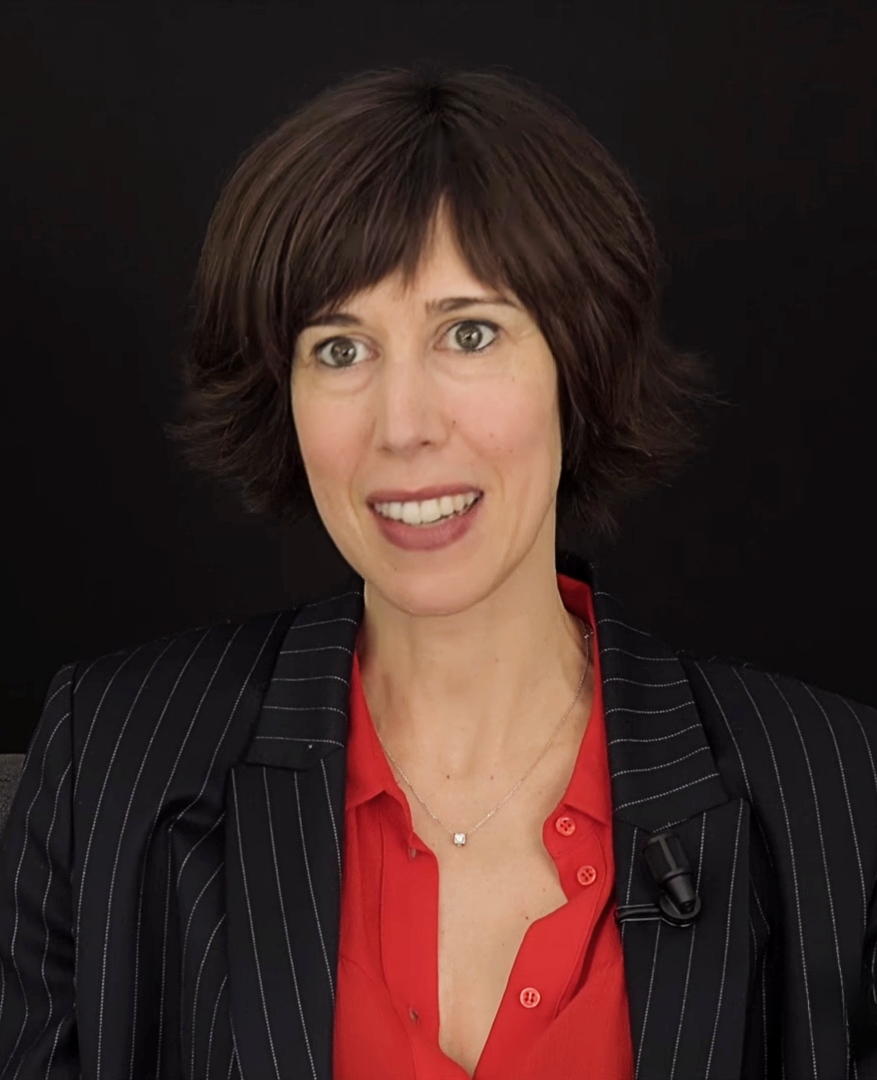
Lætitia Colombani (* 1976)

- Colombani, Marie-Françoise (* 1949), französische Journalistin
- Colombat de L’Isère, Marc (1797–1851), französischer Arzt
- Colombe, Jean, französischer Buchmaler
- Colombe, Michel, französischer Bildhauer
- Colombel, Christine de (* 1943), französische Bergsteigerin und Autorin
- Colombera, Jean (* 1954), luxemburgischer Arzt, Autor und Politiker, Mitglied der Chambre
- Colombert, Isidore-François-Joseph (1838–1894), französischer römisch-katholischer Ordensgeistlicher und Apostolischer Vikar von West-Cochin
- Colombetti, Bruna (1936–2008), italienische Florettfechterin
- Colombi, Carlo (1883–1966), Schweizer Ingenieur und Hochschullehrer
- Colombi, Giuseppe (1635–1694), italienischer Violinist und Komponist
- Colombi, Luigi (1851–1927), Schweizer Jurist, Publizist und Politiker (FDP), Tessiner Grossrat und Staatsrat
- Colombi, Plinio (1873–1951), Schweizer Maler und Grafiker
- Colombi, Simone (* 1991), italienischer Fußballtorhüter
- Colombie, Max (* 1991), belgischer Musiker
- Colombier, André du (1952–2003), katalanisch-französischer Konzeptkünstler
- Colombier, Caroline (* 1957), französische Politikerin
- Colombier, Jacques (1901–1988), französischer Filmarchitekt
- Colombier, Marie (1844–1910), französische Schauspielerin und Schriftstellerin
- Colombier, Michel (1939–2004), französischer Filmkomponist
- Colombière, Claude de la (1641–1682), französischer katholischer Geistlicher
- Colombin, Marco (* 1989), italienischer Grasskiläufer
- Colombini, Enzo (* 1958), san-marinesischer Politiker
- Colombini, Eugenio (* 1992), san-marinesischer Fußballspieler
- Colombini, Francesco (1588–1671), italienischer Komponist des Barock
- Colombino, Adrián (* 1993), uruguayischer Fußballspieler
- Colombo, Adrián (* 1974), uruguayischer Fußballspieler und -trainer
- Colombo, Alberto (1888–1954), US-amerikanischer Dirigent und Filmkomponist
- Colombo, Alberto (1946–2024), italienischer Automobilrennfahrer
- Colombo, Andrea (* 1990), italienischer Fußballschiedsrichter
- Colombo, Angelo (* 1961), italienischer Fußballspieler und -trainer
- Colombo, Camila (* 1990), uruguayische Schachspielerin
- Colombo, Caroline (* 1996), französische Biathletin
- Colombo, Cesare (1889–1945), italienischer Tennisspieler
- Colombo, Claude (* 1960), französischer Fußballschiedsrichter
- Colombo, Corrado (* 1956), italienischer Filmschaffender
- Colombo, Emilio (1920–2013), italienischer Politiker, Mitglied der Camera dei deputati, MdEP
- Colombo, Eugenio (* 1953), italienischer Jazzmusiker
- Colombo, Felipe (* 1983), mexikanischer Schauspieler und Musiker
- Colombo, Fernanda (* 1991), brasilianische Fußballschiedsrichterin
- Colombo, Filippo (* 1997), Schweizer Mountainbiker
- Colombo, Gabriele (* 1972), italienischer Radrennfahrer
- Colombo, Giada (* 1992), italienische Ruderin
- Colombo, Gianni (1937–1993), italienischer kinetischer Künstler
- Colombo, Gioacchino (1903–1987), italienischer Konstrukteur
- Colombo, Giovanni (1902–1992), italienischer Kardinal der römisch-katholischen Kirche und Erzbischof von Mailand
- Colombo, Giovanni Battista Innocenzo (1717–1801), Schweizer Architekt, Kirchenmaler und Bühnenbildner
- Colombo, Giuseppe (1836–1921), italienischer Staatsmann und Elektroingenieur
- Colombo, Giuseppe (1920–1984), italienischer Ingenieur und Mathematiker
- Colombo, Illuminato († 1957), römisch-katholischer Ordensgeistlicher und Apostolischer Präfekt von Misurata
- Colombo, Joe (1930–1971), italienischer Architekt und Industriedesigner
- Colombo, Joseph (1923–1978), US-amerikanischer MobsterJoseph Colombo (1923–1978)

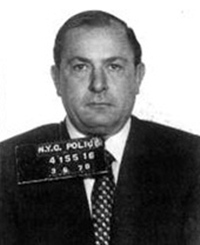
Joseph Colombo (1923–1978)

- Colombo, Jürgen (* 1949), deutscher Radrennfahrer
- Colombo, Laurent del (* 1959), französischer Judoka
- Colombo, Lorenzo (* 2002), italienischer Fußballspieler
- Colombo, Lou (1927–2012), US-amerikanischer Jazzmusiker
- Colombo, Luca (* 1969), italienischer Radrennfahrer
- Colombo, Luigi, italienischer Radrennfahrer
- Colombo, Marcelo Daniel (* 1961), argentinischer Geistlicher und römisch-katholischer Erzbischof von Mendoza
- Colombo, Maria (* 1989), italienische Mathematikerin
- Colombo, Massimo (* 1961), italienischer Jazzmusiker (Piano, Komposition)
- Colombo, Maurizio (* 1963), italienischer Radrennfahrer
- Colombo, Pietro Salvatore (1922–1989), italienischer römisch-katholischer Bischof von Mogadischu
- Colombo, Realdo († 1559), italienischer Anatom
- Colombo, Roberto (* 1975), italienischer Fußballtorhüter
- Colombo, Scipio (1910–2002), italienischer Opernsänger in der Stimmlage Bariton
- Colombo, Sérgio Aparecido (* 1954), brasilianischer römisch-katholischer Geistlicher, Bischof von Bragança Paulista
- Colombo, Simone (* 1963), italienischer Tennisspieler
- Colombo, Ugo (1940–2019), italienischer Radrennfahrer
- Colombo, Umberto (* 1880), italienischer Leichtathlet
- Colombo, Virginio (1884–1927), italienischer Architekt
- Colombo, Vittorino (1925–1996), italienischer Politiker (DC), Mitglied der Camera dei deputati
- Colombos, Timothy (* 2004), US-amerikanischer Kinderdarsteller
- Colombot, Claude Antoine (1742–1821), französischer Architekt
- Colombot, Jean-Charles (1719–1782), französischer Architekt
- Colomby, François de Cauvigny (1589–1649), französischer Dichter, Übersetzer, Höfling und Mitglied der Académie française
- Colomé Ibarra, Abelardo (* 1939), kubanischer kommunistischer Politiker
- Colomé, Héctor (1944–2015), argentinisch-spanischer Schauspieler
- Colomé, Omar Félix (1932–2015), argentinischer Geistlicher, römisch-katholischer Bischof von Cruz del Eje
- Colomer i Soler, Edmon (* 1951), katalanischer Dirigent
- Colomer, Francesc (* 1997), spanischer Filmschauspieler
- Colomer, Jordi (* 1942), spanischer Bergsteiger und Sportfunktionär
- Colomer, José (1935–2013), spanischer Hockeyspieler
- Colomier, Louis von (1809–1886), preußischer General in der Artillerie
- Colomina, Beatriz (* 1952), spanisch-US-amerikanische Architekturtheoretikerin
- Colomo, Fernando (* 1946), spanischer Regisseur, Autor und Schauspieler

### Colon
- Colón de Portugal, Pedro Nuño (1615–1673), spanischer Offizier und Kolonialverwalter
- Colón Moleiro, Gaspar, venezolanischer Opern- und Konzertsänger (Bariton)
- Colón Rodríguez, Manuel (* 1977), spanischer Handballspieler
- Colón, Bartolo (* 1973), dominikanischer Baseballspieler
- Colón, Carlos (* 1948), puerto-ricanischer Wrestler und Wrestlingveranstalter
- Colon, Germà (1928–2020), spanischer Romanist
- Colon, Javier (* 1978), US-amerikanischer R&B- und Soul-Sänger
- Colón, José E., Gouverneur von Puerto Rico
- Colón, María Caridad (* 1958), kubanische Speerwerferin und Olympiasiegerin
- Colón, Míriam (1936–2017), US-amerikanische SchauspielerinMíriam Colón (1936–2017)

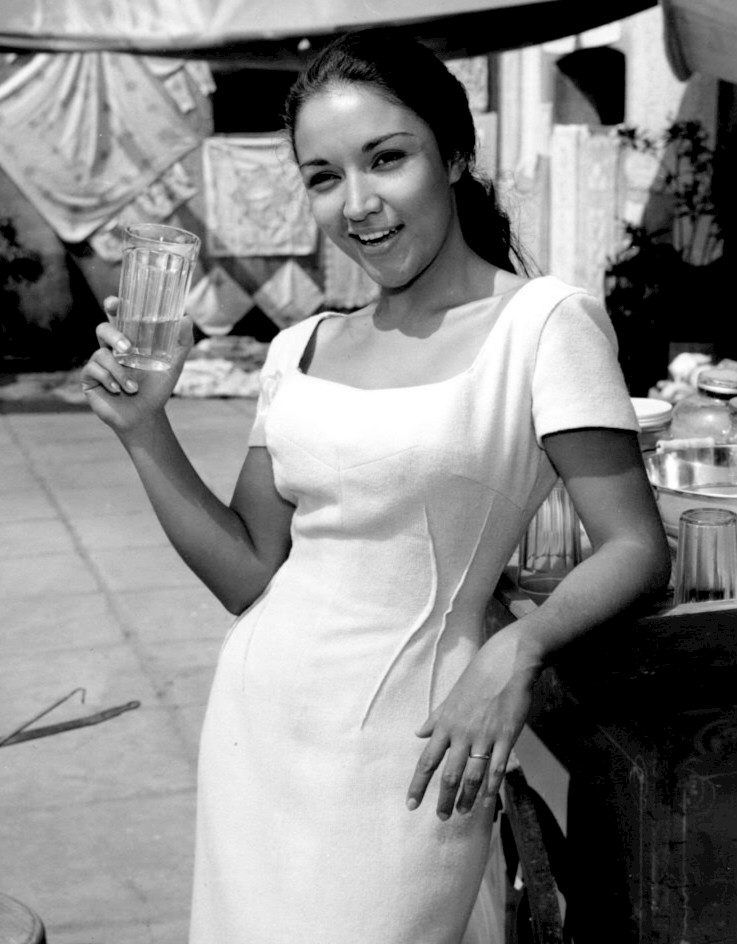
Míriam Colón (1936–2017)

- Colón, Rafael (1918–1991), dominikanischer Sänger
- Colon, Rosal (* 1986), US-amerikanische Filmschauspielerin
- Colón, Ruth Noemí, US-amerikanische Juristin und Politikerin
- Colón, Willie (* 1950), US-amerikanischer Salsamusiker
- Colon, Ziah (* 1982), US-amerikanische Schauspielerin puerto-ricanischer Abstammung
- Colón-Zayas, Liza (* 1972), US-amerikanische Schauspielerin
- Colong, Jakob von (1724–1806), preußischer General der Infanterie, Direktor des 3. Departements im Oberkriegskolleg
- Coloni, Enzo (* 1946), italienischer Autorennfahrer
- Coloni, Michel Louis (1927–2016), französischer Geistlicher und römisch-katholischer Erzbischof von Dijon
- Coloni, Paolo (* 1969), italienischer Autorennfahrer
- Colonia, Adam (* 1634), holländischer Maler
- Colonia, Bernhard II. (1713–1770), Ordensgeistlicher, 43. Abt der Abtei Marienstatt
- Colonia, Francisco de († 1542), spanischer Architekt und Bildhauer
- Colonia, Isaack († 1663), holländischer Maler
- Colonius der Ältere, Daniel (1566–1635), niederländischer reformierter Theologe
- Colonius der Jüngere, Daniel (1608–1672), niederländischer Rechtswissenschaftler
- Colonna Barberini di Sciarra, Benedetto (1788–1863), italienischer Kardinal
- Colonna di Paliano, Guido (1908–1982), italienischer Diplomat und EG-Kommissar
- Colonna di Sciarra, Girolamo (1708–1763), italienischer Kardinal der römisch-katholischen Kirche
- Colonna di Stigliano, Nicola (1730–1796), italienischer Kardinal
- Colonna d’Istria, Jean-Baptiste (1758–1835), römisch-katholischer Bischof von Nizza
- Colonna Pamphili, Pietro (1725–1780), italienischer Kardinal
- Colonna von Fels, Anna Barbara (1583–1625), böhmische Adelige deutscher Abstammung
- Colonna von Fels, Friedrich († 1614), böhmischer Adliger, Gutsbesitzer und fürstlich-brixischer Erbkämmerer
- Colonna von Fels, Karl (1678–1713), kurbayerischer General und kaiserlicher Hofkriegsrat
- Colonna von Fels, Kaspar (1594–1666), deutscher Offizier
- Colonna von Fels, Leonhard (1565–1620), böhmischer Adeliger und Heerführer
- Colonna, Agapito († 1380), Kardinal der Römischen Kirche
- Colonna, Angelo Michele (1604–1687), italienischer Maler
- Colonna, Ascanio († 1557), italienischer Adliger
- Colonna, Ascanio (1560–1608), italienischer Kardinal
- Colonna, Carlo (1665–1739), italienischer Kardinal der Römischen Kirche
- Colonna, Catherine (* 1956), französische Politikerin und DiplomatinCatherine Colonna (* 1956)

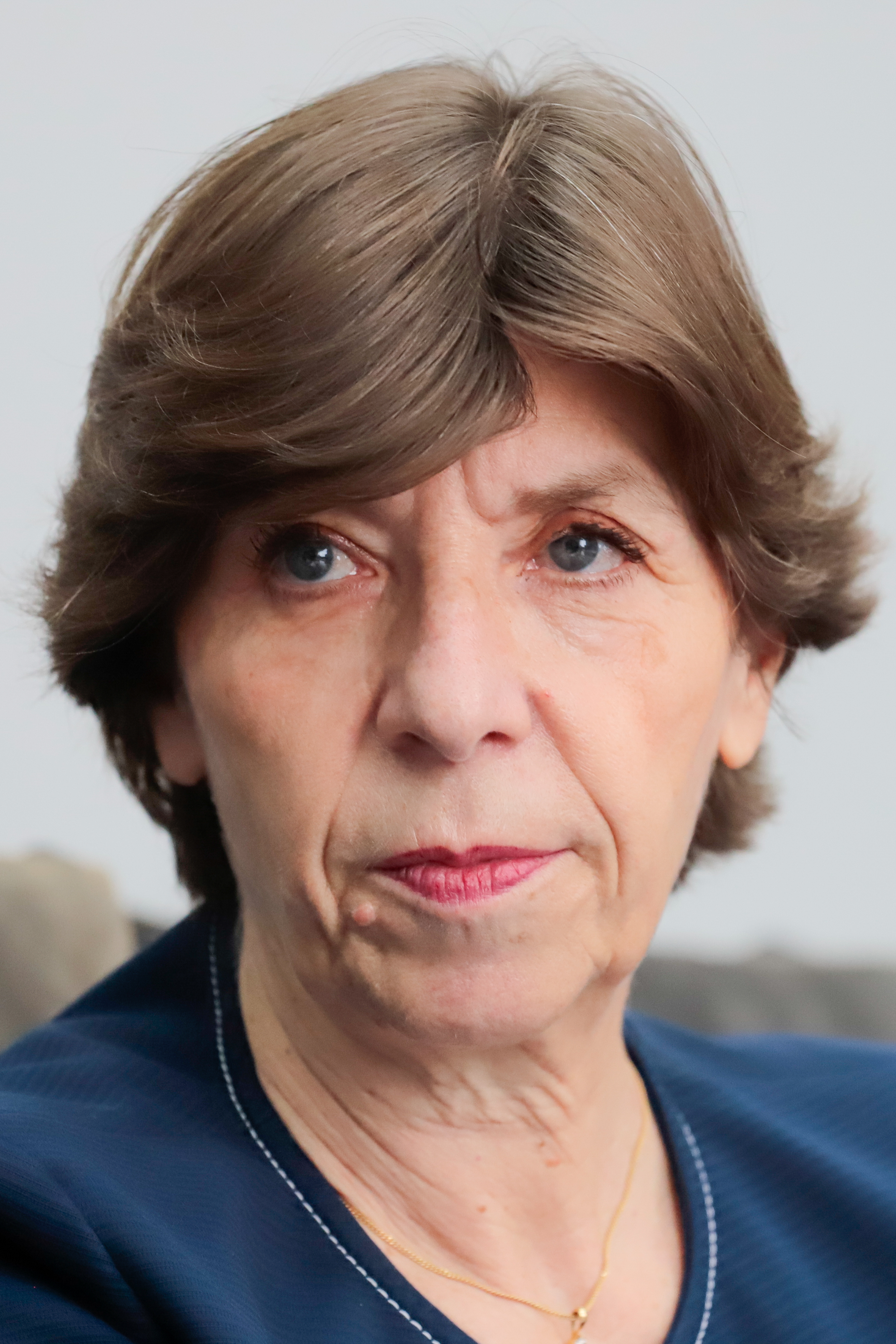
Catherine Colonna (* 1956)

- Colonna, Dominique (1928–2023), französischer Fußballspieler und -trainer
- Colonna, Edward (1862–1948), deutscher Architekt
- Colonna, Egidio (1607–1686), italienischer Geistlicher und Lateinischer (Titular-)Patriarch von Jerusalem
- Colonna, Fabio (1567–1640), italienischer Botaniker
- Colonna, Fabrizio I. (1460–1520), Condottiere, Herzog und Söldnerführer
- Colonna, Francesco († 1527), italienischer Schriftsteller
- Colonna, Giacomo († 1318), römischer Geistlicher, Kardinal und Adeliger
- Colonna, Giovanni († 1245), italienischer Kardinal
- Colonna, Giovanni († 1348), römischer Geistlicher, Kardinal und Adeliger
- Colonna, Giovanni (1456–1508), italienischer Kardinal
- Colonna, Giovanni (* 1934), italienischer Archäologe und Etruskologe
- Colonna, Giovanni Battista († 1637), italienischer Geistlicher und Lateinischer (Titular-)Patriarch von Jerusalem
- Colonna, Giovanni Paolo (1637–1695), italienischer Organist, Kapellmeister und Komponist
- Colonna, Girolamo der Ältere (1604–1666), italienischer Kardinal und Diplomat
- Colonna, Golfiero, italienischer Drehbuchautor und Filmproduzent
- Colonna, Ilaria (* 1986), italienische Alpin- und Geschwindigkeitsskifahrerin
- Colonna, Jerry (1904–1986), US-amerikanischer Entertainer
- Colonna, Marcantonio (1535–1584), italienischer Admiral
- Colonna, Marcantonio (1724–1793), italienischer Kardinal
- Colonna, Marco (* 1978), italienischer Jazz- und Improvisationsmusiker (Holzblasinstrumente, Komposition)
- Colonna, Odoardo (1414–1463), italienischer Adliger und Condottiere, Herzog der Marsi und Graf von Albe und Celano
- Colonna, Philipp Graf (1755–1807), schlesischer Adliger und Industrieller
- Colonna, Pietro († 1326), italienischer Geistlicher, Kardinal der katholischen Kirche
- Colonna, Pompeo (1479–1532), italienischer Kardinal
- Colonna, Prospero († 1463), italienischer Geistlicher und Kardinal der Römischen Kirche
- Colonna, Prospero (1452–1523), italienischer Condottiere
- Colonna, Sarah (* 1974), US-amerikanische Komikerin, Schauspielerin und Autorin
- Colonna, Sciarra († 1329), italienischer Adliger
- Colonna, Sciarra, italienischer Condottiero
- Colonna, Stefano († 1548), italienischer Adliger, Feldherr und Schriftsteller
- Colonna, Stefano, Kardinal der Römischen Kirche
- Colonna, Vittoria (1492–1547), italienische Dichterin
- Colonna, Yvan (1960–2022), korsischer Nationalist
- Colonna-Walewski, Alexandre (1810–1868), französischer Politiker und DiplomatAlexandre Colonna-Walewski (1810–1868)

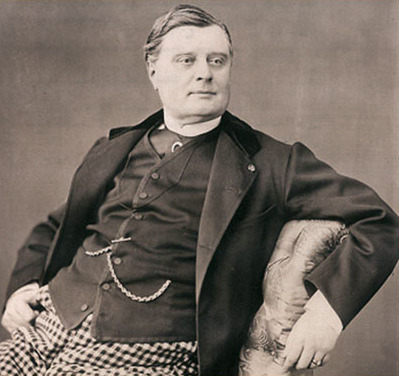
Alexandre Colonna-Walewski (1810–1868)

- Colonne, Édouard (1838–1910), französischer Dirigent und Orchestergründer
- Colonnetti, Gustavo (1886–1968), italienischer Bauingenieur

### Color
- Colorado Pete (1909–1969), US-amerikanischer Country- und Cowboy-Sänger
- Colorado, Antonio (* 1939), puerto-ricanischer Politiker
- Colorado, Francisco (* 1980), kolumbianischer Radrennfahrer
- Colorado, Jesús Abad (* 1967), kolumbianischer Fotojournalist
- Colorni, Eugenio (1909–1944), italienischer Politiker
- Colorni, Eva (1941–1985), italienische Hochschullehrerin, Professorin der Wirtschaftswissenschaften an der City of London Polytechnic (heute London Metropolitan University)
- Colorow, Häuptling der Muache-Ute-Indianer

### Colos
- Colos (* 1981), deutscher Rapper kosovo-albanischer Abstammung
- Colosimo, Clara (1922–1994), italienische Schauspielerin
- Colosimo, Jim (1878–1920), Vorgänger von Al Capone als Oberhaupt des Chicago OutfitJim Colosimo (1878–1920)

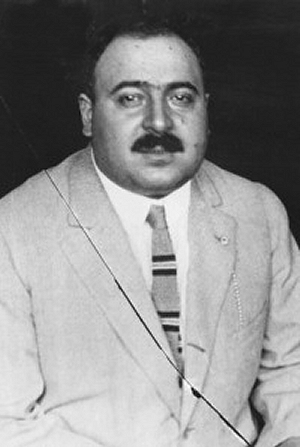
Jim Colosimo (1878–1920)

- Colosimo, Simon (* 1979), australischer Fußballspieler
- Colosio, Luis Donaldo (1950–1994), mexikanischer Präsidentschaftskandidat
- Coloso, Haydée (1937–2021), philippinische Schwimmerin
- Colosser, Otto (1878–1948), deutscher Architekt und Politiker (Wirtschaftspartei, DStP), MdR

### Colot
- Colotka, Peter (1925–2019), tschechoslowakischer Politiker, Jurist und Hochschullehrer
- Colotti, Jean-Claude (* 1967), französischer Radrennfahrer

### Colov
- Čolović Lešoska, Ana (* 1979), nordmazedonische Biologin und Umweltschützerin
- Čolović, Slobodanka (* 1965), jugoslawische Mittelstreckenläuferin
- Colovini, Leo (* 1964), italienischer Spieleautor